# 加拿大廣場 (倫敦)

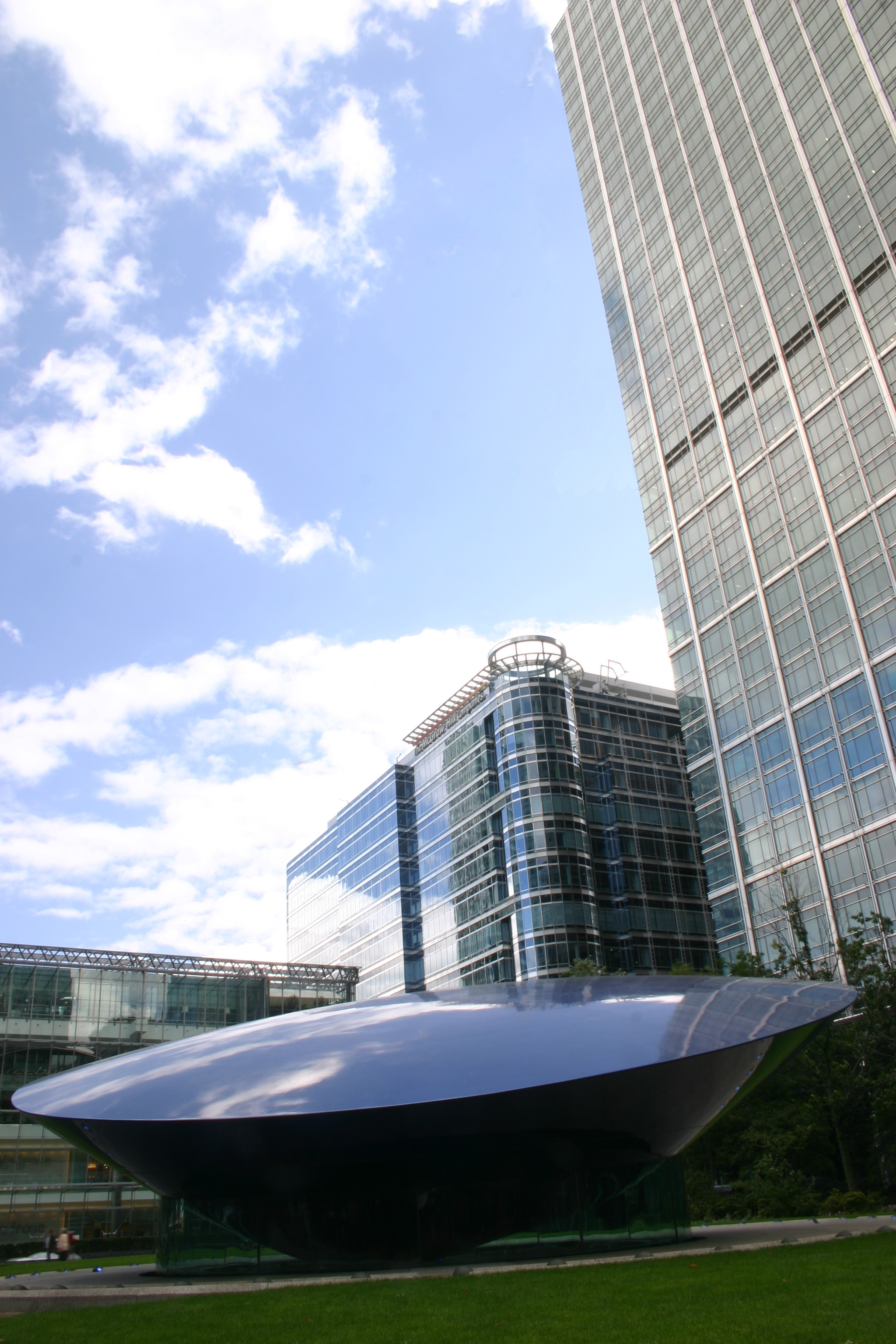
加拿大廣場一景

加拿大廣場（英語：Canada Square）是倫敦碼頭區（London Docklands）金絲雀碼頭的一個公眾廣場，座落於倫敦市中心東部泰晤士河畔的陶姆哈爾萊茨區。加拿大廣場為三座高層建築物包圍：加拿大廣場一号、滙豐大樓和倫敦花旗集團中心。
加拿大廣場的名稱源自當時參與建築工程的加拿大發展商Olympia and York。
倫敦地鐵和碼頭區輕便鐵路的金絲雀碼頭站就設在加拿大廣場附近。

## 參閱
- 特拉法加廣場
- 金絲雀碼頭

## 外部連結
- Canada Square（页面存档备份，存于）
- Canary Wharf（页面存档备份，存于）

51°30′18″N 0°01′10″W / 51.504936°N 0.019423°W